# Пап Пате Діуф
Пап Пате Діуф (фр. Pape Paté Diouf, нар. 4 квітня 1986, Дакар) — сенегальський футболіст, нападник норвезького клубу «Молде».
Володар Кубка Данії. Чемпіон Норвегії.

## Ігрова кар'єра
Народився 4 квітня 1986 року в місті Дакар. Вихованець футбольної школи клубу «Руфіск».
У дорослому футболі дебютував 2006 року виступами за команду норвезького клубу «Молде», в якій провів п'ять сезонів, взявши участь у 112 матчах чемпіонату.  Більшість часу, проведеного у складі «Молде», був основним гравцем атакувальної ланки команди. У складі «Молде» був одним з головних бомбардирів команди, маючи середню результативність на рівні 0,35 голу за гру першості.
2011 року перейшов до данського «Копенгагена», в якому, втім, отримати постійне місце в основному складі не зміг. Натомість на умовах оренди грав за той же «Молде» (у 2012) та «Есб'єрг» (протягом 2013–2014).
До складу клубу «Молде» повернувся на умовах повноцінного контракту 2014 року.

## Титули і досягнення
- Володар Кубка Данії (1):

«Копенгаген»:  2011–12
- Чемпіон Норвегії (2):

«Молде»:  2012, 2014
- Володар Кубка Норвегії (1):

«Молде»:  2014